# Vaughan Coveny
Vaughan Coveny (* 13. prosince 1971) je bývalý novozélandský fotbalový útočník, naposledy hrající za novozélandský klub South Melbourne FC. Profesionální kariéru ukončil v roce 2009, poté hrál za provinční tým Essendon United F.C.
Zúčastnil se fotbalového Konfederačního poháru FIFA 1999 a 2003 a Oceánského poháru národů 1996 a 1998. Celkem odehrál za novozélandskou reprezentaci v letech 1992–2006 64 zápasů a vsítil 28 gólů.

## Reprezentační zápasy
| Nový Zéland | Nový Zéland | Nový Zéland |
| Rok         | Zápasy      | Góly        |
| ----------- | ----------- | ----------- |
| 1992        | 3           | 0           |
| 1993        | 4           | 0           |
| 1994        | 0           | 0           |
| 1995        | 8           | 1           |
| 1996        | 4           | 0           |
| 1997        | 8           | 5           |
| 1998        | 6           | 3           |
| 1999        | 10          | 1           |
| 2000        | 0           | 0           |
| 2001        | 5           | 9           |
| 2002        | 1           | 0           |
| 2003        | 5           | 1           |
| 2004        | 5           | 6           |
| 2005        | 1           | 0           |
| 2006        | 4           | 2           |
| Celkem      | 64          | 28          |